# Haplogroupe R1b-L21
En génétique humaine, le groupe R1b-L21 est un sous-clade de l'haplogroupe R1b. Il est apparu il y a environ 4 500 ans dans le Sud de l'Allemagne. Ce sous-clade est particulièrement présent parmi les populations peuplant le Nord-Ouest de l'Europe.

## Biologie, reproduction et génétique
L'haplogroupe est caractérisé par la présence du marqueur L21. Il est aussi désigné sous le code R1b-L21ou R-L21 et fut renommé  R1b1a2a1a1b4 par l'YCC en mars 2011, R1b1a2a1a1b3 par l'Isogg. Il peut aussi être recensé sous le code M529 et S145. 
Il provient du groupe R-P312 (R1b1a2a1a1b), qui provient lui-même de l'haplogroupe R1b. Cet haplogroupe peut lui-même apparaître avec quelques mutations. Voici un arbre descendant simplifié :
- R1b-L21+ : (R- L21*) Le marqueur présent sous L21 n'a pas été encore identifié, mais il ne correspond à aucun des sous-groupes suivants testés et recensés. Datation estimée à - 2400 av. J.-C.
  - L21 > DF13+ : Le marqueur DF13 représente 90 % des hommes porteurs de L21+ ; Datation estimée à - 2300 av. J.-C.
    - L21 > DF13 > DF21+ : apparu vers 2200 av. J.-C.
      - L21 > DF13 > DF21 > Z16267 : apparu vers 1900 av. J.-C.

    - L21 > DF13 > FCG5494 : apparu vers 2300 av. J.-C.
    - L21 > DF13 > ZZ10 : apparu vers 2300 av. J.-C.
      - L21 > DF13 > ZZ10 > Z16623 :
      - L21 > DF13 > ZZ10 > Z253+ :
      - L21 > DF13 > FGC11134+ : sous-clade rare
        - L21 > DF13 > FGC11134 > A286 :
        - L21 > DF13 > FGC11134 > A353 :
          - L21 > DF13 > FGC11134 > A353 > CTS4466+

    - L21 > DF13 > DF1/L513+[5] :
      - L21 > DF13 > DF1/L513 > S6365+ : 
        - L21 > DF13 > DF1/L513 > S6365 > Z16361+ :
        - L21 > DF13 > DF1/L513 > S6365 > Z16385+ :
        - L21 > DF13 > DF1/L513 > S6365 > L705+ :

      - L21 > DF13 > DF1/L513 > S5668+ : 
        - L21 > DF13 > DF1/L513 > S5668 > A7+ :
        - L21 > DF13 > DF1/L513 > S5668 > Z16357+ :
        - L21 > DF13 > DF1/L513 > S5668 > Z16340+ :
          - L21 > DF13 > DF1/L513 > S5668 > Z16340 > FGC9784+ :
          - L21 > DF13 > DF1/L513 > S5668 > Z16340 > BY624+ : 
            - L21 > DF13 > DF1/L513 > S5668 > Z16340 > BY624 > BY621+ :
              - L21 > DF13 > DF1/L513 > S5668 > Z16340 > BY624 > BY621 > BY616+ :

          - L21 > DF13 > DF1/L513 > S5668 > Z16340 > BY4148+ :

    - L21 > DF13 > Z39589 : apparu vers 2300 av. J.-C.
      - L21 > DF13 > Z39589 > DF49+[6] :
      - L21 > DF13 > Z39589 > Z251+ apparu vers 2300 av. J.-C.
      - L21 > DF13 > Z39589 > DF41+ : apparu vers 2000 av. J.-C.
        - L21 > DF13 > Z39589 > L1335+ : apparu vers 1700 av. J.-C.

    - L21 > DF13 > L16264+ :
    - L21 > DF13 > S1061+ :
    - L21 > DF13 > S1026+ :
    - L21 > DF13 > Z16502+ :
    - L21 > DF13 > FGS5496+ :
    - L21 > DF13 > Z251+ :
    - L21 > DF13 > CTS1751+ :
    - L21 > DF13 > L371+ :
    - L21 > DF13 > CTS3386+ ; Datation estimée à - 1450 av. J.-C. :
    - L21 > DF13 > L96+ :

  - L21 > DF63+ : Le marqueur DF63 serait apparu vers 2400 av. J.-C.
    - L21 > DF63 > BY711+ :
    - L21 > DF63 > CTS6919+ :
    - L21 > DF63 > BY592+ :
    - L21 > DF63 > FT40326+ :
    - L21 > DF63 > FT129736+

## Sous-groupes, contexte historique et répartition géographique
Un haplogroupe peut être perçu également comme un groupe d'humains ayant un même ancêtre commun en lignée patrilinéaire. On recherche alors le clade. Les généticiens d'expression anglaise utilisent les néologismes de deepclade ou deep clade. Les recherches plus poussées se font sur les subclades.   
* Selon Myres et al., l'haplogroupe R1b-L21 est le plus courant en Angleterre et en Irlande où il représenterait de 25 à 50 % de la population totale.  

### Histoire génétique
Durant le IIIe millénaire avant notre ère, des populations originaires d'Europe centrale se sont déplacées vers l'Ouest, diffusant ainsi autour d'elles la culture campaniforme. Une étude publiée en 2021 portant sur la Bohême montre que tous les individus de la culture campaniforme étudiés appartiennent à l'haplogroupe R1b-P312. La majorité de ces individus font partie du sous-clade R1b-L2 à l'inverse des Campaniformes de Grande Bretagne qui sont à majorité du sous-clade R1b-L21, ce qui signifie que les Campaniformes de Grande-Bretagne et de Bohême ne sont pas descendants les uns des autres mais ont plutôt évolué en parallèle à partir d'une population ancestrale commune. Les chercheurs de cette étude supposent que cette population ancestrale a vécu entre les deux régions peut-être au bord du Rhin avant de migrer à la fois vers l'est et vers l'ouest.
Ces populations s'installent en France vers 2200 av. J.-C. et en Grande-Bretagne vers 2100 av. J.-C., en Irlande vers 2000 et dans la péninsule ibérique vers 1800 av. J.-C. Elles ont massivement introduit avec elles certaines variantes de l'haplogroupe R1b, extrêmement minoritaire dans les échantillons des hommes du Néolithique. Parmi ces variantes, le sous-clade R1b-L21 est très présent dans les populations du Nord-Ouest de l'Europe, notamment en Irlande, en Ecosse et au Pays de Galles. En France, de nos jours, le gène R1b-L21 est surtout présent en Bretagne historique, mais aussi en Mayenne, en Vendée et dans l'ouest de la Normandie.
Avant le Moyen Âge, les individus post-néolithiques de Grande-Bretagne et d'Irlande portent en très grande majorité l'haplogroupe chromosomique Y majeur R1b-P312, en particulier le sous-haplogroupe R-L21, qui, de nos jours, montre un cline à travers la région, avec les fréquences les plus élevées à l'ouest. A contrario, en raison de colonisation anglo-saxonne, la population médiévale de l'Angleterre présente une fraction substantielle d'haplotypes dérivés du continent appartenant aux haplogroupes R1b-U106, R1a-M420, I2a1-L460 et I1-M253, que l'on trouve couramment dans le nord et le centre de l'Europe.

### Fréquence

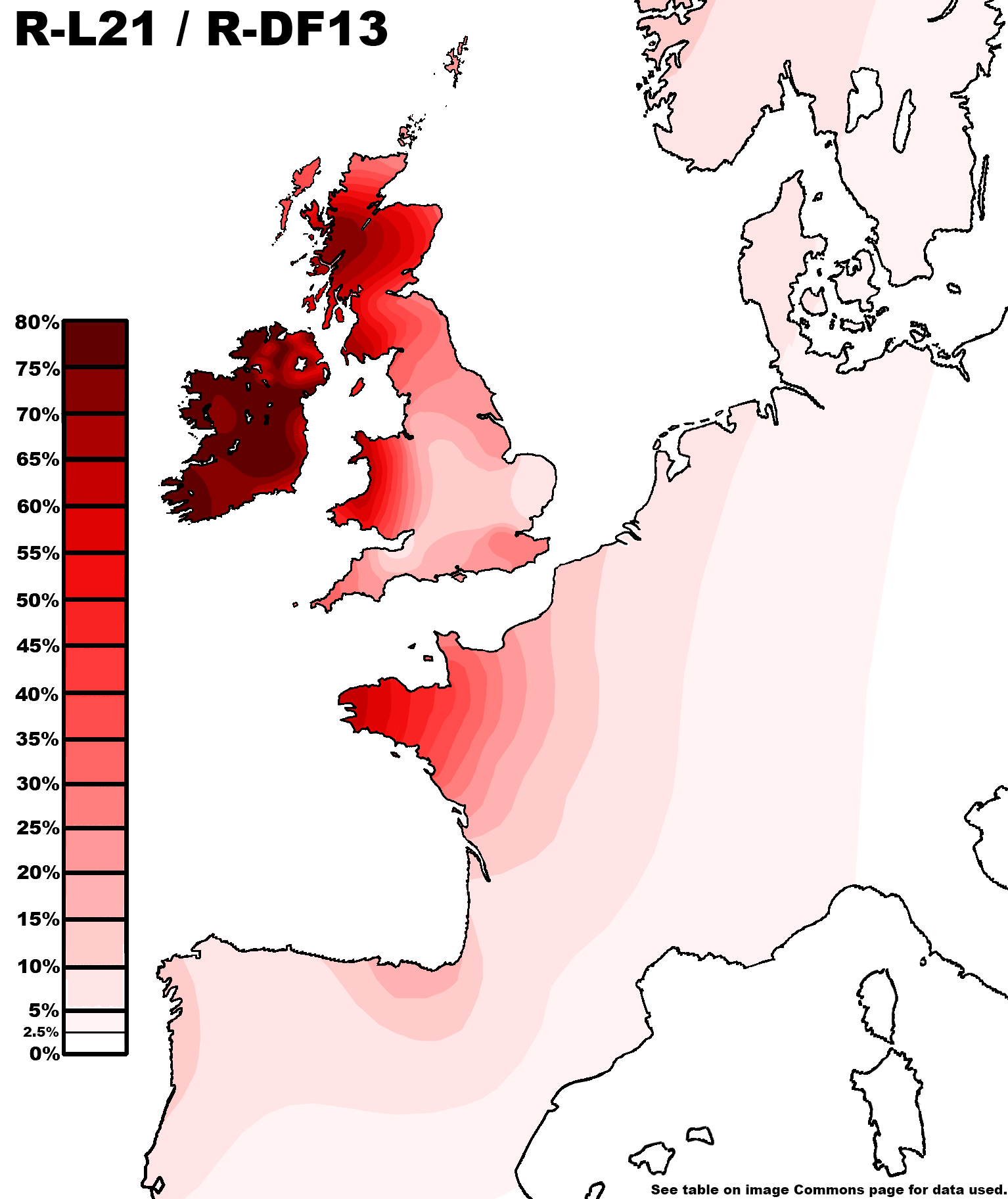
Le sous-groupe DF13 est un variant de l'haplogroupe R1b-L21. Il est nettement présent en Europe occidentale.

On estime que le sous-clade R1b-L21 représente (en pourcentage de la population masculine) : 
| Pays               | Région                                                                 | Pourcentage                                      | Commentaire |
| ------------------ | ---------------------------------------------------------------------- | ------------------------------------------------ | --- |
| Irlande            |                                                                        | de 55 à 70 %                                     | Selon les secteurs géographiques                                                                                                |
| Grande-Bretagne    | Pays de Galles                                                         | 40 à 50%                                         | |
|                    | Écosse (Highlands)                                                     | 50%                                              | Moindre présence dans l'est (Lowlands)                                                                                          |
|                    | Cornouailles                                                           | 30 à 40%                                         | |
|                    | Angleterre                                                             | de 20 à 30%                                      | 30% dans l'ouest, 20% dans l'est                                                                                                |
| France             | Bretagne                                                               | de 40 à 50 %                                     | |
|                    | De l'embouchure de la Loire à la Normandie, en Vendée et dans le Maine | 15 à 20%                                         | |
|                    | Alsace                                                                 | autour de 10 %                                   | |
|                    | Reste du territoire métropolitain (y compris la Corse)                 | < 10%                                            | Ce gène n'est jamais absent de l'ensemble du territoire de la France métropolitaine, y compris la Corse.                        |
| Espagne            | Pays Basque                                                            | jusqu'à 20 % des hommes                          | |
|                    | Cantabrie, Asturies, Galice                                            | de 5 à 10 %                                      | Dans le reste de l'Espagne, il est rare, et même inexistant en Andalousie                                                       |
| Norvège            | sud-ouest                                                              | de 10 à 15 % des hommes                          | Il s'agit d'un gène introduit par des esclaves celtiques originaires d'Écosse et d'Irlande par leurs propriétaires scandinaves. |
|                    | sud                                                                    | 10 %                                             | |
| Islande            |                                                                        | de 10 à 20 % des hommes portent le gène R1b-L21. | |
| Portugal           | Nord                                                                   | de 5 à 10 %                                      | |
|                    | sud                                                                    | < de 5%                                          | |
| Italie             | en Sicile autour de Palerme                                            | 10 %                                             | Présence du marqueur liée au Royaume normand de Sicile                                                                          |
|                    | Sardaigne, Latium, Campanie, Ligurie, Pouilles                         | < 5 % de la population masculine                 | |
| Belgique           | Flandre, Wallonie                                                      | 10 % des hommes                                  | La proportion est identique en Flandre et en Wallonie.                                                                          |
| Pays-Bas           | sud-ouest                                                              | 10%                                              | rare ailleurs |
| Allemagne          | vallée du Rhin                                                         | moins de 10 % de la population masculine         | rare ailleurs |
| Danemark           | Jutland                                                                | de 5 à 10 % de la population masculine           | Presque inexistant ailleurs |
| Suède              |                                                                        |                                                  | Découverte en 2016 d'une colonie ménapienne dans la partie occidentale de la Baie de Botnie.                                    |
| États-Unis         | côte est, dont Massachusetts                                           | 10 %                                             | Pic dans le Massachusetts dû à la migration irlandaise                                                                          |
| Canada, Australie. |                                                                        |                                                  | probablement assez représentatif à la suite des migrations irlandaises et écossaises                                            |
| Amérique latine    |                                                                        |                                                  | sans doute présent dans les familles de souche ouest-européenne                                                                 |

- R1b-L21+ : L'haplogroupe R1b-L21+ est majoritaire dans les populations d'origine celtique. Il se rencontre essentiellement dans les îles Britanniques, où il est très majoritaire en Écosse, en Irlande et sensiblement moins en Angleterre. Il est aussi présent sur le continent, où il est très majoritaire en Bretagne, et très présent de l'estuaire de la Seine à l'estuaire de la Loire. Si certaines officines spécialisées présentent R-L21 comme caractéristique d'une ethnie d'origine, plusieurs standards de classification permettent à ce jour de recenser les porteurs : ISOGG et FTDNA. La nomenclature de Mike Walsh, du groupe yahoo R1b-L21-Project est ici favorisée : 
  - L21 > DF13+ : 
    - L21 > DF13 > DF21+ 
      - L21 > DF13 > DF21 > Z16267+
      - L21 > DF13 > DF21 > Z16267 > Z3000 : présent en Irlande dans le clan Colla.
      - L21 > DF13 > DF21 > Z16262 : présent en Irlande dans le clan O'Carroll.
      - L21 > DF13 > DF21 > Z30233+
        - L21 > DF13 > DF21 > Z30233+ > DF25+
          - L21 > DF13 > DF21 > Z30233+ > DF25 > FGC5780+ : présent en Irlande dans le clan O'Cathain.

      - L21 > DF13 > DF21 > FGC3213+ >
        - L21 > DF13 > DF21 > FGC3213 > S3058+ : groupe "Little Scots".

    - L21 > DF13 > FCG5494 :
    - L21 > DF13 > ZZ10 : 
      - L21 > DF13 > ZZ10 > Z16423+ : 
        - L21 > DF13 > ZZ10 > Z16423 > Z255 : présent en Irlande, près de la mer d'Irlande et dans le Leinster.

      - L21 > DF13 > ZZ10 > Z253+ 
        - L21 > DF13 > ZZ10 > Z253 > Z2534+
          - L21 > DF13 > ZZ10 > Z253 > Z2534 > ZZ7+
            - L21 > DF13 > ZZ10 > Z253 > Z2534 > ZZ7 > L1066+
              - L21 > DF13 > ZZ10 > Z253 > Z2534 > ZZ7 > L1066 > CTS9881+ : "Type irlandais IV"

            - L21 > DF13 > ZZ10 > Z253 > Z2534 > BY25450+ 
              - L21 > DF13 > ZZ10 > Z253 > Z2534 > BY25450 > L226 : "type irlandais III".

        - L21 > DF13 > ZZ10 > Z16623 > Z255+ : Ce marqueur semble présent en Irlande et en Norvège.

      - L21 > DF13 > FGC11134+ : marqueur rare, vu en Grande Bretagne.
        - L21 > DF13 > FGC11134 > A286 : vu sur le littoral de la Normandie.
        - L21 > DF13 > FGC11134 > A353 :
          - L21 > DF13 > FGC11134 > A353 > CTS4466+ : Type irlandais no 2 (Irish Type II)

    - L21 > DF13 > DF1/L513+[5] :
      - L21 > DF13 > DF1/L513 > S6365+ : 
        - L21 > DF13 > DF1/L513 > S6365 > Z16361+ :
        - L21 > DF13 > DF1/L513 > S6365 > Z16361+ :
        - L21 > DF13 > DF1/L513 > S6365 > CTS11744 : Type gallois III.
        - L21 > DF13 > DF1/L513 > S6365 > L705+ :

      - L21 > DF13 > DF1/L513 > S5668+ : 
        - L21 > DF13 > DF1/L513 > S5668 > A7+ : Marqueur Veneti (Vénète).
        - L21 > DF13 > DF1/L513 > S5668 > Z16357+ :
        - L21 > DF13 > DF1/L513 > S5668 > Z16340+ : Marqueur Menapii (Ménapien).
          - L21 > DF13 > DF1/L513 > S5668 > Z16340 > FGC9784+ : Marqueur Ménapien présent en Irlande.
          - L21 > DF13 > DF1/L513 > S5668 > Z16340 > BY624+ : Marqueur Ménapien présent en Belgique, en Écosse et dans le Yorkshire.
            - L21 > DF13 > DF1/L513 > S5668 > Z16340 > BY624 > BY621+ : Marqueur Ménapien présent en Belgique et en Écosse.
              - L21 > DF13 > DF1/L513 > S5668 > Z16340 > BY624 > BY621 > BY616+ : Marqueur Ménapien présent en Belgique.

          - L21 > DF13 > DF1/L513 > S5668 > Z16340 > BY4148+ : Marqueur Ménapien présent en Suède à l'ouest du Golfe_de_Botnie.

    - L21 > DF13 > Z39589 : apparu vers 2300 av. J.-C.
      - L21 > DF13 > Z39589 > DF49+[6]
        - L21 > DF13 > Z39589 > DF49 > Z2980+
          - L21 > DF13 > Z39589 > DF49 > Z2980 > ZP77 : ancien royaume Ui Maine, province du Connacht, dans le sud de l'Irlande.
          - L21 > DF13 > Z39589 > DF49 > Z2980 > M222 : présent dans le nord-ouest de l'Irlande. Joseph Smith, fondateur de l'église des Mormons, appartenait à ce groupe.

      - L21 > DF13 > Z39589 > Z251+ 
        - L21 > DF13 > Z39589 > Z251 > Z16943+
          - L21 > DF13 > Z39589 > Z251 > Z16943 > L555 : présent dans le clan Irwin en Irlande.

      - L21 > DF13 > Z39589 > DF41+ 
        - L21 > DF13 > Z39589 > DF41 > L744 : marqueur présent dans la famille royale des Stuarts.
        - L21 > DF13 > Z39589 > L1335+ : Marqueur représenté en Écosse, notamment dans le clan McPherson. Le 15e président des États-Unis, James Buchanan était un descendant du clan écossais des Buchanan.
        - L21 > DF13 > Z39589 > L1335 > FGC15565 : type gallois II

    - L21 > DF13 > L16264+ :
    - L21 > DF13 > S1061+ :
    - L21 > DF13 > S1026+ :
    - L21 > DF13 > Z16502+ :
    - L21 > DF13 > FGS5496+ : 
      - L21 > DF13 > FGS5496 > CTS4466+ : Type irlandais no 2 (Irish Type II) : essentiellement présent dans la province du Munster, dans le sud-ouest de l'Irlande.

    - L21 > DF13 > Z251+ : Marqueur appelé "Baltic cluster" : présent en Irlande.
    - L21 > DF13 > CTS1751+ :
    - L21 > DF13 > L371+ :
    - L21 > DF13 > CTS3386+ ; Marqueur assez rare observé en Irlande, Écosse, Finlande et Bretagne.
    - L21 > DF13 > L96+ :

  - L21 > DF63+ : 
    - L21 > DF63 > BY711+ :
    - L21 > DF63 > CTS6919+ :
    - L21 > DF63 > BY592+ :
    - L21 > DF63 > FT40326+ :
    - L21 > DF63 > FT129736+